# Eparchie čeboksarská
Eparchie Čeboksary je eparchie ruské pravoslavné církve nacházející se v Rusku.

## Území a titul biskupa
Zahrnuje správní hranice území Čeboksarského, Alikovského, Vurnarského, Krasnočetajského, Mariinsko-Posadského, Morgaušského, Civilského, Šumerlinského a Jadrinského rajónu Čuvašska.
Eparchiálnímu biskupovi náleží titul biskup čeboksarský a čuvašský.

## Historie
Dne 5. ledna 1854 byl Nejsvětějším synodem zřízen čeboksarský vikariát kazaňské eparchie. Všichni předrevoluční čeboksarští biskupové žili v Kazani. Po zřízení čistopolského vikariátu roku 1899 byli čebosarstí biskupové považováni za druhé vikáře.
Revoluci roku 1917 vedla k vážným otřesům v církevním životě. Dne 24. června 1920 byla z území Kazaňské a Simbirské gubernie vytvořena Čuvašská autonomní oblast a nová vláda začala podporovat církevní separatismus. Objevily se renovační skupiny, které se zmocnily chrámů a volali po revoluci v církvi a požadovaly vytvoření Čuvašské autokefální církve.
Boj proti schizmatu a renovaci v Čuvašsku je spojen se jménem biskupa Germana (Kokela), který byl pověřen řízením čuvašských farností, ale s pomocí Sjednocené státní politické správy (OGPU) renovátoři vyhnali biskupa Germana z Čuvašska.
Třicátá léta byla ve znamení hromadného zavírání chrámů. Zbývající farnosti byli ve správě gorkovských biskupů, protože Čuvašská autonomní sovětská socialistická republika byla v letech 1929-1936 součástí Gorkovského kraje. Ve stejném období přestala v Čuvašsku existovat renovační administrativa. Čeboksarští biskupové přestali být jmenováni roku 1938.
V letech Velké vlastenecké války prošla státní politika vůči pravoslavné církvi změnami - došlo ke krátkodobému oživení církevního života. Čeboksarská a Čuvašská eparchie byla nařízením z roku 1945 obnovena jako samostatná eparchie. Dne 3. ledna 1946 byl dekretem patriarchy Alexije I. jmenován biskupem Ilarij (Ilin). Na počátku 50. let měla eparchie 41 chrámů.
Výsledkem protináboženské kampaně z poloviny 50. až 60. let bylo uzavření 6 chrámů v Čuvašsku.
Dne 4. října 2012 byly z části území eparchie zřízeny nové eparchie alatyrská a kanašská. Staly se součástí nově vzniklé čuvašské metropole.

## Seznam biskupů

### Čeboksarský vikariát kazaňské eparchie
- 1854–1861 Nikodim (Kazancev)
- 1866–1867 Gurij (Karpov) svatořečený
- 1868–1874 Viktorin (Ljubimov)
- 1875–1878 Ioann (Ždanov)
- 1878–1882 Pavlo (Vilčynskyj)
- 1882–1888 Kirill (Orlov)
- 1888–1891 Sergij (Sokolov)
- 1891–1893 Nikanor (Kamenskij)
- 1893–1897 Anastasij (Opockij)
- 1897–1899 Antonij (Chrapovickij)
- 1899–1902 Ioann (Alexejev)
- 1902–1904 Ioann (Smirnov)
- 1904–1905 Chrisanf (Ščetkovskij)
- 1906–1907 Mytrofan (Simaškevyč)
- 1907–1914 Michail (Bogdanov)
- 1914–1915 Leontij (von Wimpffen) svatořečený mučedník
- 1915–1918 Boris (Šipulin)
- 1920–1923 Afanasij (Malinin)
- 1923–1924 Simeon (Michajlov)
- 1926–1930 Afanasij (Malinin) podruhé
  - 1929–1930 Mitrofan (Griňov) dočasný správce
- 1930–1931 Arkadij (Jeršov) svatořečený mučedník
- 1931–1931 Ioann (Širokov)
- 1931–1932 Pamfyl (Ljaskovskyj)
- 1934–1934 Serafim (Zborovskij) dočasný správce
- 1934–1939 Vladimir (Juděnič)

### Čebosarská eparchie
- 1945–1951 Ilarij (Ilin)
- 1951–1953 Iov (Kresovyč)
- 1955–1960 Manuil (Lemeševskij)
- 1960–1972 Mykolaj (Feodosjev)
  - 1972–1973 Ioann (Snyčjov) dočasný správce
- 1973–1976 Veniamin (Novickij)
- 1976–2020 Varnava (Kedrov)
  - 2020–2020 Ioann (Timofejev) dočasný správce
- od 2020 Savvatij (Antonov)